# 노란 복수초
《노란 복수초》는 2012년 2월 27일부터 2012년 8월 30일까지 tvN에서 방영된 아침드라마다.
이 드라마는 문화방송 계열사인 MBC C&I에서 전담하여 제작하였으며, 2013년 2월 25일부터 TV조선에서 일일연속극으로 방영하였다.

## 개요
의붓동생에 의해 죄를 뒤집어 쓰면서 사랑하는 남자를 빼앗기고 모든 것을 잃은 한 여자의 복수극을 담은 이야기다.

## 등장 인물

### 주요 인물
- 이유리 : 설연화 역
- 윤아정 : 최유라 역
- 현우성 : 하윤재 역
- 정찬 : 최강욱 역

### 연화의 주변 인물
- 김영란 : 한경숙 역
- 민지현 : 설수애 역
- 하재숙 : 김영순 역
- 정윤성: 18개월 설태양 이현빈 : 6살 설태양 (하태양) (이준혁) 역 (위탁시설에서 최유라가 입양대기 중인 이준혁과 태양이를 바꿔버려서 태양이가 아닌 이준혁으로 살게 됨)
- 홍여진 : 줄리아 (주혜란) 역 (중반 투입)58회~108회
- 정현석 : 신승우 (신 기자) 역

### 유라의 주변 인물
- 정혜선 : 조명례(최유라 할머니) 역
- 최상훈 : 최인석 역
- 정경호 : 박창두(후에) 김철두 역

### 윤재의 주변 인물
- 유혜리 : 장민자(윤희.윤재의 계모, 강욱의 생모) 역 1회~107회
- 강석정 : 김태일 역
- 심은진 : 하윤희 역 (아역 이재인, 1회~17회까지 출연, 107~108회 특별출연)
- 조경환 : 하명국(하윤재, 하윤희의 아버지) 역 (1회~11회 특별출연)

### 그 외 인물
- 이혜은 : 고미영 (고 대리) 역
- 김미연 : 도현숙 역
- 최권 : 민경주 역
- 백봉기
- 전성애: 전회 역
- 문영미
- 최민금 : 수원댁 역
- 최효상 : 민상철 역
- 구본임
- 박희은
- 민경진 : 이 대표 역
- 민우기 : 기자 3 역
- 오대환
- 홍태의
- 노수성 : 업자 역
- 함진성 : 태일부하 역

## 에피소드 목록
| 회차 | 방송일          | 제목                                   |
| ---- | --------------- | -------------------------------------- |
| E01  | 2012년 2월 27일 | 교도소 탈출                            |
| E02  | 2012년 2월 28일 | 조여사의 칠순 잔치                     |
| E03  | 2012년 2월 29일 | 그날의 악몽                            |
| E04  | 2012년 3월 1일  | 입사 시험                              |
| E05  | 2012년 3월 5일  | 유라의 감시                            |
| E06  | 2012년 3월 6일  | 유라의 계략                            |
| E07  | 2012년 3월 7일  | 궁지에 몰린 연화                       |
| E08  | 2012년 3월 8일  | 삼자대면                               |
| E09  | 2012년 3월 12일 | 연화의 결백                            |
| E10  | 2012년 3월 13일 | 사건 당일의 CCTV                       |
| E11  | 2012년 3월 14일 | 윤희의 증오                            |
| E12  | 2012년 3월 15일 | 위기의 유라                            |
| E13  | 2012년 3월 19일 | 공포에 빠진 유라                       |
| E14  | 2012년 3월 20일 | CCTV 원본의 분실                       |
| E15  | 2012년 3월 21일 | 자책하는 윤재                          |
| E16  | 2012년 3월 22일 | 연화를 찾는 윤희                       |
| E17  | 2012년 3월 26일 | 복수를 다짐하는 태성                   |
| E18  | 2012년 3월 27일 | 연화의 긴급체포                        |
| E19  | 2012년 3월 28일 | 증거조작                               |
| E20  | 2012년 3월 29일 | 연화와 유라                            |
| E21  | 2012년 4월 2일  | 유죄 선고를 받은 연화                  |
| E22  | 2012년 4월 3일  | 복수를 다짐하는 연화                   |
| E23  | 2012년 4월 4일  | 무죄를 입증할 방법                     |
| E24  | 2012년 4월 5일  | 연화의 복수 다짐                       |
| E25  | 2012년 4월 9일  | 윤재의 프로포즈                        |
| E26  | 2012년 4월 10일 | 유라가 저지른 끔찍한 사고              |
| E27  | 2012년 4월 11일 | 목숨을 건 탈옥                         |
| E28  | 2012년 4월 12일 | 옥상에서 함께 떨어진 연화와 유라       |
| E29  | 2012년 4월 16일 | 조심스럽게 뱃속의 아이를 키워가는 연화 |
| E30  | 2012년 4월 17일 | 장민자의 또 다른 음모                  |
| E31  | 2012년 4월 18일 | 연화에게 마음을 여는 강욱              |
| E32  | 2012년 4월 19일 | 운명처럼 마주하는 세 사람              |
| E33  | 2012년 4월 23일 | 감옥에서의 출산                        |
| E34  | 2012년 4월 24일 | 또 한 번의 끔찍한 일                   |
| E35  | 2012년 4월 25일 | 유서를 조작하는 유라                   |
| E36  | 2012년 4월 26일 | 태양이의 존재                          |
| E37  | 2012년 4월 30일 | 태양이와 연화                          |
| E38  | 2012년 5월 1일  | 실종된 태양이                          |
| E39  | 2012년 5월 2일  | 거짓인질극                             |
| E40  | 2012년 5월 3일  | 아들을 못 찾아 좌절하는 연화           |
| E41  | 2012년 5월 7일  | 복수를 위한 연화의 결심과 이행         |
| E42  | 2012년 5월 8일  | 유라의 음모와 윤재의 질투              |
| E43  | 2012년 5월 9일  | 이혼선언                               |
| E44  | 2012년 5월 10일 | 증거를 찾아다니는 연화                 |
| E45  | 2012년 5월 14일 | 연화의 선전포고                        |
| E46  | 2012년 5월 15일 | 윤재의 격노                            |
| E47  | 2012년 5월 16일 | 유라와 연화의 정면승부                 |
| E48  | 2012년 5월 17일 | 강욱의 도움                            |
| E49  | 2012년 5월 21일 | 동생 실종                              |
| E50  | 2012년 5월 22일 | 없어진 대본                            |
| E51  | 2012년 5월 23일 | 불륜의 주인공                          |
| E52  | 2012년 5월 24일 | 유라의 유산                            |
| E53  | 2012년 5월 28일 | 아이를 잃은 유라의 슬픔                |
| E54  | 2012년 5월 29일 | 영국으로 떠나는 태양이                 |
| E55  | 2012년 5월 30일 | 윤재와 강욱의 한판 승부                |
| E56  | 2012년 5월 31일 | 처절한 복수를 다짐하는 연화            |
| E57  | 2012년 6월 4일  | 태양이의 죽음과 관련된 유라            |
| E58  | 2012년 6월 5일  | 제이화장품에 다시 입사한 연화          |
| E59  | 2012년 6월 6일  | 화장품계의 거물                        |
| E60  | 2012년 6월 7일  | 유라의 수법을 역이용하는 연화          |
| E61  | 2012년 6월 11일 | 줄리아의 마음을 사로잡아라             |
| E62  | 2012년 6월 12일 | 연화의 진심                            |
| E63  | 2012년 6월 13일 | 엄마의 유서                            |
| E64  | 2012년 6월 14일 | 유라의 함정                            |
| E65  | 2012년 6월 18일 | 누명                                   |
| E66  | 2012년 6월 19일 | 복수를 위한 더욱 치밀한 계획           |
| E67  | 2012년 6월 20일 | 정면 승부                              |
| E68  | 2012년 6월 21일 | 유라의 변명                            |
| E69  | 2012년 6월 25일 | 조작된 엄마의 유서                     |
| E70  | 2012년 6월 26일 | 말을 하게 된 경숙                      |
| E71  | 2012년 6월 27일 | 실종된 경숙                            |
| E72  | 2012년 6월 28일 | 홍보이사가 된 연화                     |
| E73  | 2012년 7월 2일  | 위기에 처한 유라                       |
| E74  | 2012년 7월 3일  | 연화의 계략                            |
| E75  | 2012년 7월 4일  | 비밀리에 온 문자                       |
| E76  | 2012년 7월 5일  | 헤어진 아들                            |
| E77  | 2012년 7월 9일  | 증거를 찾기 위한 침입                  |
| E78  | 2012년 7월 10일 | 강욱의 초대                            |
| E79  | 2012년 7월 11일 | 윤재의 사라진 친모와 창두              |
| E80  | 2012년 7월 12일 | 줄리아 회장의 분노                     |
| E81  | 2012년 7월 16일 | 민상철 변호사의 비리                   |
| E82  | 2012년 7월 17일 | 둘의 모습이 담긴 CCTV                  |
| E83  | 2012년 7월 18일 | 줄리아의 고백                          |
| E84  | 2012년 7월 19일 | 윤재가 준 목걸이                       |
| E85  | 2012년 7월 23일 | 연화에게 주었던 목걸이                 |
| E86  | 2012년 7월 24일 | 사고를 당하는 유라                     |
| E87  | 2012년 7월 25일 | 윤재의 결심                            |
| E88  | 2012년 7월 26일 | 괴한에게 납치당한 연화                 |
| E89  | 2012년 7월 30일 | 납치된 연화를 구한 윤재                |
| E90  | 2012년 7월 31일 | 태일의 계획과 창두의 금고              |
| E91  | 2012년 8월 1일  | 강력한 일침                            |
| E92  | 2012년 8월 2일  | 박창두의 방식을 역이용하는 태일        |
| E93  | 2012년 8월 6일  | 다른사람에게 넘어가버린 증거           |
| E94  | 2012년 8월 7일  | 유라의 숨을 죄어오는 윤재              |
| E95  | 2012년 8월 8일  | 연화에게 이별을 이야기 하는 강욱       |
| E96  | 2012년 8월 9일  | 사건의 진상을 다시 조사하는 윤재       |
| E97  | 2012년 8월 13일 | 예기치 못한 사람                       |
| E98  | 2012년 8월 14일 | 위험에 빠진 윤재                       |
| E99  | 2012년 8월 15일 | CCTV 파일                              |
| E100 | 2012년 8월 16일 | 아버지와 인석의 죄                     |
| E101 | 2012년 8월 20일 | 방송사를 압박하는 인석과 새한당        |
| E102 | 2012년 8월 21일 | 영국으로 떠나는 태양이                 |
| E103 | 2012년 8월 22일 | 태양이가 살아있어？                    |
| E104 | 2012년 8월 23일 | 태양이의 납치 그리고 화재              |
| E105 | 2012년 8월 27일 | 생명이 위태로운 강욱                   |
| E106 | 2012년 8월 28일 | 또 다시 도주하는 유라                  |
| E107 | 2012년 8월 29일 | 좁혀지는 포위망                        |
| E108 | 2012년 8월 30일 | 처절한 결말 (최종회)                   |

## 연장
- 2012년 7월 23일 : 노란복수초 방영 분량이 100부작에서 8회 연장되어 108부작으로 변경.확정되었다.